# Marta Beatriz Roque
Marta Beatriz Roque Cabello, née le 16 mai 1945 est une dissidente politique cubaine. Elle est économiste de formation et fondatrice ainsi que directrice de l'Institut cubain des économistes indépendants. L'Agence France-Presse l'a décrite en 2007 comme étant la principale dissidente de Cuba.

## Biographie
En 2012, avec 29 autres opposants, elle fait une grève de la faim pour obtenir la libération de  Jorge Vazquez Chaviano.